# 予冷ターボジェットエンジン
予冷ターボジェットエンジン（Precooled jet engine）はジェットエンジンの一種。

## 概要
従来のジェットエンジンではマッハ5以上の極超音速で飛行すると、コアエンジンに流入する空気の温度が1000℃にも達するため、圧縮機やタービンが高温に耐えきれず破壊される可能性があるとともに、そのような高温状態で燃料を投入しても推力は得られなかった。そこで、高温の空気を冷却器に通してコアエンジンが耐えられる約300℃に冷却することで高速での飛行が可能になる。また、冷却によって空気の密度が大きくなり、エンジン推力が増大するという利点もある。

## 長所と短所
長所
大気中の空気を酸化剤として使用するので酸化剤を機内に搭載する必要がない。
空気液化サイクルエンジンよりも難易度が低い。
短所
全体的に複雑になる。
極低温燃料の使用が前提になるため、燃料タンクや配管の断熱が不可欠。